# یه مرد لاغر دیگه
یه مرد لاغر دیگه (به انگلیسی: Another Thin Man) فیلمی ۱۰۳ دقیقه‌ای به کارگردانی دبلیو. اس. ون دایک با بازی ویلیام پاول محصول کشور ایالات متحده آمریکا است.